# جلكى مسننة
الجلكى المسننة (الاسم العلمي: Eudontomyzon) هي جنس من الحيوانات المائية يتبع فصيلة الجلكية من رتبة الجلكيات.